# Hugh Gregg
Hugh Gregg (* 22. November 1917 in Nashua, New Hampshire; † 24. September 2003 ebenda) war ein US-amerikanischer Politiker und von 1953 bis 1955 Gouverneur des Bundesstaates New Hampshire.

## Frühe Jahre und politischer Aufstieg
Hugh Gregg besuchte die bis 1935 die Phillips Exeter Academy und danach bis 1939 die Yale University. Anschließend studierte er bis 1942 an der Harvard University Jura. Sowohl während des Zweiten Weltkriegs als auch während des Koreakriegs diente er in einer Aufklärungseinheit (Counterintelligence Corps) der Armee.
Hugh Gregg war Mitglied der Republikanischen Partei. Im Jahr 1947 wurde er in den Stadtrat von Nashua gewählt. Zwei Jahre später wurde er Bürgermeister dieser Stadt. Im Jahr 1952 trat er einer Anwaltskanzlei bei, in der er später Teilhaber wurde. Er wurde auch Schatzmeister und später Leiter der familieneigenen Firma Gregg & Son. Im Jahr 1952 wurde er als Kandidat seiner Partei zum Gouverneur seines Staates gewählt.

## Gouverneur von New Hampshire
Gregg trat sein neues Amt am 1. Januar 1953 an. In seiner zweijährigen Amtszeit förderte er die Industrie und die Landwirtschaft seines Staates. Auch der Tourismus wurde von ihm unterstützt. In dieser Zeit ging in den Vereinigten Staaten die Angst vor einer kommunistischen Infiltration um. In diesem Zusammenhang entstand auch der vom US-Senator Joseph McCarthy geleitete Kongressausschuss zur Untersuchung und Verfolgung von sogenannten subversiven Aktionen (HUAC). Diese umstrittenen Praktiken wurden in dieser Zeit auch von dem Staat New Hampshire übernommen und umgesetzt. Im Jahr 1954 verzichtete Gregg auf eine erneute Kandidatur. Deshalb schied er am 6. Januar 1955 aus seinem Amt aus.

## Weiterer Lebenslauf
In den Jahren 1958 und 1960 bewarb er sich jeweils erfolglos um die Nominierung seiner Partei für die Rückkehr in das Amt des Gouverneurs. Danach gründete er ein historisches Archiv des Staates New Hampshire. Ansonsten widmete er sich seinen privaten Interessen. Gouverneur Hugh Gregg starb im September 2003. Mit seiner Frau Catherine M. Warner hatte er zwei Kinder. Sein Sohn Judd Gregg war von 1989 bis 1993 ebenfalls Gouverneur von New Hampshire und ist seit 1993 als US-Senator Vertreter seines Staates im Kongress.